# Les Innocents aux mains sales
Les Innocents aux mains sales is een Franse misdaadfilm uit 1975 onder regie van Claude Chabrol.

## Verhaal
Een vrouw wil haar man vermoorden, zodat ze ervandoor kan gaan met haar minnaar. Alles verloopt volgens plan, totdat haar vermoorde man plots weer opduikt.

## Rolverdeling
| Acteur               | Personage          |
| -------------------- | ------------------ |
| Romy Schneider       | Julie Wormser      |
| Rod Steiger          | Louis Wormser      |
| François Maistre     | Commissaris Larmy  |
| Paolo Giusti         | Jeff Marle         |
| François Perrot      | Georges Thorent    |
| Hans Christian Blech | Rechter            |
| Pierre Santini       | Commissaris Villon |
| Jean Rochefort       | Maître Jean Légal  |
| Henri Attal          | Politieagent       |
| Serge Bento          | Bankdirecteur      |